# إعصار نيلم
إعصار نيلم هو إعصار ضرب الهند في عام 2012، في مناطق دلهي وكلكتا ومومباي وبعض القرى المجاورة. جاء هذا الاعصار بعد إعصار ساندي في أمريكا[ ؟ ]، وهو يعد ثاني أخطر إعصار بعد إعصار جونو.